# Целімово
Целімово (пол. Cielimowo) — село в Польщі, у гміні Неханово Гнезненського повіту Великопольського воєводства.
Населення — 668 осіб (2011).
У 1975-1998 роках село належало до Познанського воєводства.

## Демографія
Демографічна структура станом на 31 березня 2011 року:
|          | Загалом | Допрацездатний вік | Працездатний вік | Постпрацездатний вік |
| -------- | ------- | ------------------ | ---------------- | -------------------- |
| Чоловіки | 342     | 98                 | 228              | 16                   |
| Жінки    | 326     | 78                 | 220              | 28                   |
| Разом    | 668     | 176                | 448              | 44                   |